# Strmačka
Strmačka is een plaats in de gemeente Cetingrad in de Kroatische provincie Karlovac. De plaats telt 22 inwoners (2001).